# Femoracoelotes platnicki
Femoracoelotes platnicki är en spindelart som först beskrevs av Wang och Ono 1998.  Femoracoelotes platnicki ingår i släktet Femoracoelotes och familjen mörkerspindlar.
Artens utbredningsområde är Taiwan. Inga underarter finns listade i Catalogue of Life.